# Acmadenia mundiana
Acmadenia mundiana är en vinruteväxtart som beskrevs av Eckl. & Zeyh.. Acmadenia mundiana ingår i släktet Acmadenia och familjen vinruteväxter. Inga underarter finns listade i Catalogue of Life.